# Маннини, Морено
Морено Маннини (итал. Moreno Mannini; 15 августа 1962, Имола, провинция Болонья) — итальянский футболист, выступавший на позиции защитника.
Большую часть своей карьеры провёл в составе клуба «Сампдория», за который играл 15 сезонов и выиграл за это время титул чемпиона Италии, четыре Кубка Италии, Суперкубок Италии и Кубок обладателей кубков. Также выступал за национальную сборную Италии, за которую провёл 10 матчей.

## Клубная карьера
Воспитанник футбольного клуба «Имолезе Кальчо 1919» из своего родного города. Взрослую карьеру начал в первой команде этого клуба в 1980 году, сыграв в течение сезона 25 матчей в Серии D.
В 1981 году перешёл в «Форли» и в течение сезона выступал за него в серии С1. На следующий год перешёл в «Комо», в его составе играл два года под руководством тренера Тарчизио Бурньича и в сезоне 1983/84 клуб завоевал право играть в высшем дивизионе, заняв второе место в Серии B.
В Серии А Морено дебютировал уже в составе другой команды — своей игрой молодой защитник привлёк внимание тренерского штаба «Сампдории» и присоединился к команде в 1984 году. Президент клуба Паоло Мантовани собрал к началу сезона достаточно сильную команду, в атаке которой блистали Роберто Манчини и Джанлука Виалли, а тренировал клуб Эудженио Берселини, который привёл «Сампдорию» в сезоне 1984/85 к первому в её истории титулу — победе в Кубке Италии.
В течение 15 лет в составе клуба Маннини был постоянным игроком стартового состава. Во второй половине 1980-х, под руководством нового тренера Вуядина Бошкова, Морено был бессменной частью надёжной защитной линии команды наряду с вратарём Джанлукой Пальюкой и игроками обороны Лукой Пеллегрини, Пьетро Верховодом и Амедео Карбони, до тех пор пока последний не покинул клуб в 1990 году.
Маннини выиграл со своей командой четыре Кубка Италии и участвовал в обоих финалах еврокубков, до которых доходила «Сампдория» — в 1990 году в финале Кубка обладателей кубков был повержен бельгийский «Андерлехт», а в 1992 году в первом розыгрыше Лиги Чемпионов «Сампдория» уступила испанской «Барселоне».
За свою карьеру Маннини сыграл 377 матчей в чемпионате страны за «Сампдорию» (510 во всех турнирах) и по этому показателю занимает второе место в клубе, уступая только Роберто Манчини (424 в чемпионате и 566 во всех турнирах).
После вылета «Сампдории» из Серии А в 1999 году Маннини покинул команду и переехал на Туманный Альбион, воссоединившись в составе «Ноттингем Фореста» с бывшим игроком итальянского клуба Дэвидом Платтом. Маннини принял участие лишь в десяти матчах первого дивизиона, после чего вернулся в Италию и играл за команду своего родного города «Имолезе» в серии С2. В 2000 году он завершил карьеру футболиста.

## Выступления за сборную
19 февраля 1992 года Морено Маннини дебютировал в составе сборной Италии в товарищеском матче против команды Сан-Марино (4:0). За период карьеры в национальной команде, продолжавшийся два года, принял участие в 10 матчах и так и не смог вытеснить из основного состава легендарных защитников Джузеппе Бергоми и Антонио Бенарриво.

## Достижения
- Чемпион Италии: 1990/91
- Обладатель Кубка Италии: 1984/85, 1987/88, 1988/89, 1993/94
- Обладатель Суперкубка Италии: 1991
- Обладатель Кубка кубков: 1989/90